# Lundo järnvägsstation
Lundo järnvägsstation (förkortning: Lnd, finska: Liedon rautatieasema) är en nedlagd järnvägsstation i Lundo i det finländska landskapet Egentliga Finland. Järnvägsstationen ligger vid Åbo–Toijala-banan, cirka 20 kilometer från Åbo. Utöver själva stationsbyggnaden finns också magasinsbyggnad, en bostadsbyggnad från 1878 med bastu och ekonomibyggnad.

## Historia
Lundo järnvägsstation öppnades år 1876 i byn Tammentaka. Omkring stationen växte det upp ett stationssamhälle med bostäder och servicelokaler. I början av 1900-talet började området kallas Asemankulma (stationshörnet) istället för Tammentaka. Stationsbyggnaden uppfördes enligt ritningar av Knut Nylander. Även stationerna i Aura, Kyrö, Urdiala och Matku har byggts enligt samma ritningar. År 1960 hade stationsområdet cirka 700 invånare, medan antalet år 2010 hade ökat till 1100.
En motorvägsförbindelse till Åbo ersatte järnvägsförbindelsen och stationen blev obemannad år 1990. Persontrafiken upphörde följande år, och Lundo station stängdes helt och hållet år 1999. Då revs även bangården.
Idag är stationsbyggnaden i privat ägo.